# William Lee (inventeur)
Pour les articles homonymes, voir William Lee et Lee.
Le révérend William Lee ou Lea (vers 1550 - 1614) est un ecclésiastique anglais, inventeur de la machine à tricoter les bas.
C'était une machine à tricoter manuelle dont la forme rappelait les métiers à tisser de l'époque.
William Lee vit à Calverton près de Nottingham. En 1589, il invente la machine à tricoter les bas et permet à la bonneterie de devenir la principale activité des Midlands.
Le tricot pose des problèmes techniques qui restent longtemps sans réponse. Ce tissage à un fil semble être apparu au XVe siècle. Avec l’invention de  Lee, on passe rapidement du tricotage manuel à une machine dont l’automatisme est déjà avancé et qui doit encore faire l’admiration de Diderot au milieu du XVIIIe siècle.
William Lee se voit refoulé de partout, voire menacé, tant son invention bouleverse la production et donne de crainte à la population ouvrière. Avec les grèves d’imprimeurs du milieu du XVIe siècle, ce sont les premières manifestations ouvrières et destructions de machines.
En 1666, la machine de William Lee est introduite en France par Jean Hindret qui fonde la manufacture du château de Madrid à Neuilly-sur-Seine.